# 에르메스 무치넬리
에르메스 무치넬리(이탈리아어: Ermes Muccinelli ˈɛrmez muttʃiˈnɛlli[*]; 1927년 7월 28일~ 1994년 11월 4일)는 이탈리아의 전 축구 선수로, 현역 시절 공격수로서 주로 측면을 맡았다.

## 구단 경력
무치넬리는 라벤나 도 루고 디 로마냐 출신이다. 현역 시절, 그는 유벤투스(1946–1957, 1959)와 라치오(1957–1958)에서 활약하며 두번 방패를 달았고,(1950, 1952) 코파 이탈리아도 1번 우승했다.(1958)

## 국가대표팀 경력
무치넬리는 1950년부터 1957년까지 이탈리아 국가대표팀에서도 활약하며 2번의 월드컵(1950년과 1954년)에 참가하기도 했다.